# Laphria ostensa
Laphria ostensa är en tvåvingeart som beskrevs av Walker 1862. Laphria ostensa ingår i släktet Laphria och familjen rovflugor. Inga underarter finns listade i Catalogue of Life.